# Neurotrichus gibbsii
Neurotrichus gibbsii es una especie de mamífero eulipotiflano de la familia Talpidae.

## Distribución geográfica
Se encuentra en el oeste de Estados Unidos y Columbia Británica en Canadá.